# Поконо-Ранч-Лендс (Пенсільванія)
Поконо-Ранч-Лендс (англ. Pocono Ranch Lands) — переписна місцевість (CDP) в США, в окрузі Пайк штату Пенсільванія. Населення — 1151 особа (2020).

## Географія
Поконо-Ранч-Лендс розташоване за координатами 41°10′58″ пн. ш. 74°57′57″ зх. д. / 41.18278° пн. ш. 74.96583° зх. д. (41.182699, -74.965969).  За даними Бюро перепису населення США в 2010 році переписна місцевість мала площу 5,20 км², з яких 5,20 км² — суходіл та 0,00 км² — водойми.

## Демографія
Згідно з переписом 2010 року, у переписній місцевості мешкали 1062 особи в 347 домогосподарствах у складі 279 родин. Густота населення становила 204 особи/км².  Було 600 помешкань (115/км²).
Расовий склад населення:
| - 77,1 % — білих - 11,1 % — чорних або афроамериканців - 0,8 % — азіатів - 0,2 % — корінних американців - 5,1 % — осіб інших рас |

До двох чи більше рас належало 5,6 %. Частка іспаномовних становила 19,0 % від усіх жителів.
За віковим діапазоном населення розподілялося таким чином: 29,8 % — особи молодші 18 років, 63,3 % — особи у віці 18—64 років, 6,9 % — особи у віці 65 років та старші. Медіана віку мешканця становила 35,6 року. На 100 осіб жіночої статі у переписній місцевості припадало 101,5 чоловіків;  на 100 жінок у віці від 18 років та старших — 98,7 чоловіків також старших 18 років.
Середній дохід на одне домашнє господарство  становив 68 718 доларів США (медіана — 61 190), а середній дохід на одну сім'ю — 70 023 долари (медіана — 66 071). За межею бідності перебувало 9,2 % осіб, у тому числі 27,1 % дітей у віці до 18 років та 0,0 % осіб у віці 65 років та старших.
Цивільне працевлаштоване населення становило 473 особи. Основні галузі зайнятості: науковці, спеціалісти, менеджери — 26,8 %, освіта, охорона здоров'я та соціальна допомога — 23,7 %, роздрібна торгівля — 19,9 %.